# Le Vif/L'Express
 (janvier 2022).
Si vous disposez d'ouvrages ou d'articles de référence ou si vous connaissez des sites web de qualité traitant du thème abordé ici, merci de compléter l'article en donnant les références utiles à sa vérifiabilité et en les liant à la section « Notes et références ».
Le Vif/L'Express est le premier[réf. souhaitée] hebdomadaire d’information en Belgique francophone. Il appartient au groupe de presse Roularta.

## Historique
Le Vif a été lancé en 1983, à l'initiative de Jacques Dujardin (ancien rédacteur en chef du magazine Pourquoi pas ?) et de Gérald Jacoby (institut d'étude de marché Sobemap), désireux de lancer un véritable magazine d'actualité en Belgique francophone, à l'image de modèles français comme Le Point ou L'Express. 
Le duo avait sollicité Rik De Nolf, patron du groupe de presse Roularta, qui éditait l'hebdomadaire flamand Knack depuis 1971 et cherchait à lancer un titre francophone, afin de pouvoir proposer une offre nationale aux annonceurs.  
Le premier numéro du Vif fit son apparition en librairies le 24 février 1983. Une couverture jaune barrée du titre "Le défi wallon". Un concours promettait aux gagnants de recevoir... des voitures. 
A son lancement, Le Vif était tiré à 70 000 exemplaires, à 50 000 ensuite, avec une audience moyenne de 135 000 lecteurs. Ce qui restait insuffisant pour concurrencer son rival, le Pourquoi pas ?. Le succès commercial n'arrivera qu'en février 1986, lorsque le magazine français L'Express entrera dans son capital, à hauteur de 50%. Le Vif devient alors Le Vif/L'Express. Deux ans plus tard, Roularta rachète le Pourquoi pas ?, ce qui assied la pérennité du magazine. 
En 2006, Roularta acquiert 100% du groupe Express-Expansion, éditeur du magazine français L'Express. Le Vif poursuit donc sa collaboration rédactionnelle avec son cousin d'outre-Quiévrain, principalement en matière d'actualité internationale et française. Jusqu'en 2015, année où Roularta revend ses participations françaises. Si, aujourd'hui, le magazine conserve le nom du Vif/L'Express, il n'a plus aucun lien rédactionnel avec l'hebdomadaire français. 
Le site web du Vif/L'Express, Levif.be, a été lancé en 1997. 

## Distribution
Le magazine est vendu en librairie ou distribué par la poste, le jeudi. Sa version numérique est disponible, pour ses abonnés, dès le mercredi, 21 heures.  
Le magazine est vendu avec deux suppléments: Le Vif Weekend (lancé en 1986 et consacré au lifestyle) et Focus Vif (créé en 2008 et consacré à la culture).  

## Le Vif/L'Expressen chiffres
| Tirage (2022)                               | 62 809    |
| Audience du magazine                        | 350 122   |
| Audience du site web (visiteurs/mois, 2021) | 1 034 136 |

## La rédaction

### Les rédacteurs en chef successifs
- 1983-1987: Jacques Dujardin (ancien rédacteur en chef du Pourquoi pas ?)
- 1987: Charles Turquin (ancien journaliste au Pourquoi pas ?)
- 1987-1989: Jean-Pierre Stroobants (actuellement correspondant au Monde)
- 1989-1998: Jacques Gevers (précédemment journaliste au Vif)
- 1998-2007: Stéphane Renard (précédemment rédacteur en chef adjoint du Vif)
- 2007-2009: Dorothée Klein (précédemment journaliste au Vif)
- 2009-2015: Christine Laurent (précédemment rédactrice en chef du Vif Weekend)
- 2015-2019:  Thierry Fiorilli (ancien journaliste au Soir et rédacteur en chef adjoint du Vif)
- Depuis 2019: Anne-Sophie Bailly (précédemment rédactrice en chef adjointe de L'Echo)[5]

### La rédaction depuis 2021
- Editeur: Niels Famaey[6]
- Rédactrice en chef: Anne-Sophie Bailly
- Rédacteur en chef adjoint: Gérald Papy
- Responsable éditoriale LeVif.be: Mélanie Geelkens
- Journalistes: Céline Bouckaert, Nicolas De Decker, Thierry Denoël, Soraya Ghali, Pierre Havaux, Benjamin Hermann, Olivia Lepropre, Christophe Leroy, Eglantine Nyssen, Ludivine Ponciau, Noé Spies, Olivier Rogeau, Laurence Van Ruymbeke[Vif 3]
- Secrétariat de rédaction: Nathalie Duelz, Delphine Kindermans, Pascal Stevens
- Graphisme: Anne Fontenelle, Valérie Gay

### Prix et récompenses
- Prix de la presse Belfius 2022, catégorie "Coup de coeur", attribué à Mélanie Geelkens pour l'enquête "Que faisiez-vous le soir du 3 septembre 1992 ? L'incroyable histoire des frères Gottschalk" [Vif 4]
- Prix Citi Journalistic Excellence Award 2022 attribué à Caroline Lallemand pour l'enquête "Les canettes consignées, le combat des 'pigeons ramasseurs' contre Fost Plus"[Vif 5]
- Trèfle d'or octroyé, en 2019, par la Ligue mondiale pour le droit au bonheur, récompensant le "journalisme constructif" du magazine[Vif 6]
- Prix de la presse Belfius 2015, catégorie "Presse écrite", attribué à François Brabant pour le reportage "L'honneur bafoué des dockers"[7]
- Prix de la presse Belfius 2012, catégorie "Presse écrite", attribué à François Brabant pour l'enquête "Di Rupo, histoire d'un marque"
- Prix Citi Journalistic Excellence Award 2007 attribué à Laurence Van Ruymbeke pour l'enquête "Contrefaçon: la guerre des faux jumeaux"
- Prix de la presse Belfius 2003 attribué à Laurence Van Ruymbeke pour l'enquête "Les banques oublient leurs clients"

### Influence sur la société belge
Spécialisé en investigation, Le Vif/L'Express a publié plusieurs enquêtes qui ont eu d'importantes répercussions sur la société belge francophone. "Ses révélations ont déclenché des enquêtes judiciaires. Elles ont poussé à la démission de ministres, bourgmestres, administrateurs généraux. Elles ont débouché sur des changements de majorité et des révolutions internes au sein de partis. Elles ont contraint différents niveaux de pouvoir à changer les règlements, ou à enfin s’en doter. Elles ont fait bannir certaines pratiques, éclore de nouveaux mouvements citoyens et réorienter les travaux de commissions d’enquête parlementaires", écrivait en 2018, à l'occasion du 35e anniversaire de l'hebdomadaire, son ancien rédacteur en chef, Thierry Fiorilli.
Commission d'enquête parlementaire, comme celle créée à la suite du scandale Publifin, cette intercommunale liégeoise à l'époque dirigée par Stéphane Moreau. Le Vif fut le premier, en 2016, à révéler l'existence de "comités de secteurs", des organes créés pour que des mandataires publics puissent être rémunérés sans réellement travailler. En plus de l'instauration d'une commission d'enquête au parlement wallon, les révélations du magazine auront conduit à la démission du ministre wallon des Pouvoirs locaux, Paul Furlan (PS).
Commission d'enquête également dans l'affaire du Samusocial à Bruxelles. En 2017, Le Vif/L'Express révèle que cette asbl d'aide aux sans-abris rémunérait certains de ses administrateurs politiques, alors que ceux-ci n'auraient pas dû l'être. Cette enquête journalistique engendrera la démission du bourgmestre de Bruxelles, Yvan Mayeur (PS), ainsi que des perquisitions au sein des locaux de l'association.
Le Vif/L'Express est aussi à l'origine de plusieurs révélations dans le dossier du Kazakhgate, ce scandale politico-financier international impliquant l'entourage politique et familial du président kazakh Noursoultan Nazarbaïev, qui a éclaboussé les entourages de Didier Reynders et de Nicolas Sarkozy, et qui a donné lieu à des instructions judiciaires, tant en Belgique qu'en France. Le député MR Armand De Decker sera inculpé pour trafic d'influence dans ce dossier. 
Toujours dans le registre politico-judiciaire, en 2014, une enquête du Vif a mis au jour l'utilisation, par Joëlle Milquet (qui était alors ministre fédérale de l'Intérieur, cdH), de "collaborateurs fantômes" au sein de son cabinet, collaborateurs dont le rôle était en réalité de préparer sa prochaine campagne électorale. Ces révélations auront donné lieu en 2016 à l'inculpation de l'élue pour "prise illégale d’intérêt par une personne qui exerce une fonction publique", puis en 2019 pour "faux et usages de faux commis en écriture et informatique" (l'ancienne ministre aurait demandé au responsable informatique du cabinet de consulter les emails de ses collaborateurs dans le but de savoir quelles étaient les sources du magazine). 
Le magazine est aussi à l'origine de révélations, en 2011, sur Franco Dragone, soupçonné de "fraude fiscale internationale grave et organisée". Un juge d'instruction sera désigné et, au terme de son enquête, six personnes seront renvoyées en correctionnelle, dont le chorégraphe. 
Le Vif a également signé plusieurs enquêtes retentissantes comme, en 2012, celle consacrée au Crioc, cette fondation d'utilité publique en proie à de nombreux dysfonctionnements internes, en 2018 dans l'affaire Gial (du nom de l'organisme chargé du parc informatique de la ville de Bruxelles, dossier pour lequel le député socialiste et échevin Mohamed Ouriaghli sera inculpé), en 2021 dans le dossier des fonds libyens ou encore, plus récemment, dans celui du Cristal Park à Seraing, pour lequel un juge d'instruction a été désigné. 

### Site officiel
1. ↑  « Roularta, 60 ans et toujours innovant », sur Le Vif, 4 septembre 2014 (consulté le 30 août 2022)
2. ↑  Marie-Cécile Royen, « Les 35 ans du Vif/L'Express », Le Vif Extra,‎ 29 mars 2018, p. 10
3. ↑  christophe, « Contacts & infos », sur Le Vif (consulté le 30 août 2022)
4. ↑  Le Vif, « Notre journaliste Mélanie Geelkens remporte le prix de la presse Belfius dans la catégorie "coup de cœur" », sur Le Vif, 22 juin 2022 (consulté le 10 octobre 2022)
5. ↑  Le Vif, « Notre journaliste Caroline Lallemand remporte le Citi Journalistic Excellence Award 2022 », sur Le Vif, 4 mai 2022 (consulté le 10 octobre 2022)
6. ↑  Thierry Fiorilli, « Journalisme constructif : Le Vif/L'Express récompensé », sur Le Vif, 25 juillet 2019 (consulté le 10 octobre 2022)
7. ↑  Thierry Fiorilli, « 35 ans du Vif/L'Express, 35 ans d'impact sur la société belge », sur Le Vif, 31 mars 2018 (consulté le 11 octobre 2022)
8. ↑  Thierry Denoël, « Les étranges collaborateurs de Milquet », sur Le Vif, 6 février 2014 (consulté le 10 octobre 2022)
9. ↑  « Joëlle Milquet est inculpée », sur Le Vif, 11 avril 2016 (consulté le 10 octobre 2022)
10. ↑  Le Vif, « Joëlle Milquet: de nouvelles accusations », sur Le Vif, 4 avril 2019 (consulté le 11 octobre 2022)
11. ↑  David Leloup, « Dix ans d'instruction et toujours pas de procès: pourquoi Franco Dragone ne sera pas jugé de sitôt », sur Le Vif, 16 février 2022 (consulté le 11 octobre 2022)
12. ↑  La rédaction du Vif, « Crioc : l'enquête », sur Le Vif, 26 février 2012 (consulté le 11 octobre 2022)
13. ↑  David Leloup, « Nouvelles révélations sur le projet Cristal Park à Seraing: conflits d’intérêts à tous les étages », sur Le Vif, 5 mai 2022 (consulté le 11 octobre 2022)
14. ↑  David Leloup, « Un juge d’instruction désigné dans le dossier Cristal Park (info Le Vif) », sur Le Vif, 8 septembre 2022 (consulté le 11 octobre 2022)